# جزيرة أبو علي
جزيرة أبو علي هي إحدى الجزر الواقعة على ساحل الخليج العربي، في مدينة الجبيل في المنطقة الشرقية بالمملكة العربية السعودية. تبلغ مساحة الجزيرة نحو 59,30 كم2 وتبعد عن الساحل بحوالي 4,5 ميل بحري.
وهي إحدى الجزر المأهولة بالسكان، كما يقع على الجزيرة مهبط صغير للطائرات يُعرف بمطار أبو علي.

## أهمية الجزيرة
أكسب موقعها في الشمال الغربي من الجبيل أهمية كبرى، حيث اشتهرت قديماً بمغاصات اللؤلؤ التي تحيط بها، وفي الوقت الحاضر تُعد من أهم حقول النفط بالمملكة.، وتمتد 12 ميلاً من الشرق إلى الغرب، ويطلق على الساحل الغربي من الكويت إلى الظهران اسم عبدان، كما يُطلق على القطيف اسم الخط.

## وصلات خارجية
- 9 جزر في الجبيل تستقطب هواة الرياضات البحرية والآثار.